# Sports Car Classic 2017
Navigation
Édition précédente Édition suivante
Le Sports Car Classic 2017 (officiellement appelé le 2017 Chevrolet Détroit Grand Prix) a été une course de voitures de sport organisée sur le Circuit de Belle Isle au Michigan, aux États-Unis, qui s'est déroulée le 3 juin 2017 dans le cadre du Grand Prix automobile de Détroit. Il s'agissait de la cinquième manche du championnat WeatherTech SportsCar Championship 2017 et les voitures de catégories Prototype (P), Prototype Challenge (PC) et Grand Tourisme Daytona (GTD) ont participé à la course.

## Circuit

Circuit de Belle Isle.

Le circuit de Belle Isle (The Raceway on Belle Isle en anglais) est un circuit automobile temporaire qui emprunte les allées du parc de Belle Isle à Détroit, Michigan, États-Unis, et qui accueille tous les ans (ou presque) le Grand Prix automobile de Detroit.

## Qualifications
| Pos. | Classe | N° | Équipe | Pilote | Temps | Écart |
| 1    |        |    |        |        |       |       |
| 2    |        |    |        |        |       |       |
| 3    |        |    |        |        |       |       |
| 4    |        |    |        |        |       |       |
| 5    |        |    |        |        |       |       |
| 6    |        |    |        |        |       |       |
| 7    |        |    |        |        |       |       |
| 8    |        |    |        |        |       |       |
| 9    |        |    |        |        |       |       |
| 10   |        |    |        |        |       |       |
| 11   |        |    |        |        |       |       |
| 12   |        |    |        |        |       |       |
| 13   |        |    |        |        |       |       |
| 14   |        |    |        |        |       |       |
| 15   |        |    |        |        |       |       |
| 16   |        |    |        |        |       |       |
| 17   |        |    |        |        |       |       |
| 18   |        |    |        |        |       |       |
| 19   |        |    |        |        |       |       |
| 20   |        |    |        |        |       |       |
| 21   |        |    |        |        |       |       |
| 22   |        |    |        |        |       |       |
| 23   |        |    |        |        |       |       |
| 24   |        |    |        |        |       |       |
| 25   |        |    |        |        |       |       |
| 26   |        |    |        |        |       |       |
| 27   |        |    |        |        |       |       |
| 28   |        |    |        |        |       |       |

## Course

### Classement de la course
Voici le classement officiel au terme de la course.
- Les vainqueurs de chaque catégorie sont signalés par un fond jauni.
- Pour la colonne Pneus, il faut passer le curseur au-dessus du modèle pour connaître le manufacturier de pneumatiques.

| Pos  | Classe | no | Écurie                                   | Pilotes                             | Châssis                         | Pneus | Tours | Temps               |
| Pos  | Classe | no | Écurie                                   | Pilotes                             | Moteur                          | Pneus | Tours | Temps               |
| ---- | ------ | -- | ---------------------------------------- | ----------------------------------- | ------------------------------- | ----- | ----- | ------------------- |
| 1    | P      | 10 | Wayne Taylor Racing                      | Ricky Taylor Jordan Taylor          | Cadillac DPi-V.R                | C     | 65    | 1 h 40 min 49 s 514 |
| 1    | P      | 10 | Wayne Taylor Racing                      | Ricky Taylor Jordan Taylor          | Cadillac 6,2 l V8 Atmo          | C     | 65    | 1 h 40 min 49 s 514 |
| 2    | P      | 31 | Whelen Engineering Racing                | Dane Cameron Eric Curran            | Cadillac DPi-V.R                | C     | 65    | + 4 s 948           |
| 2    | P      | 31 | Whelen Engineering Racing                | Dane Cameron Eric Curran            | Cadillac 6,2 l V8 Atmo          | C     | 65    | + 4 s 948           |
| 3    | P      | 70 | Mazda Motorsports                        | Tom Long Joel Miller                | Mazda RT24-P                    | C     | 65    | + 34 s 502          |
| 3    | P      | 70 | Mazda Motorsports                        | Tom Long Joel Miller                | Mazda MZ-2.0T 2,0 l I4 Turbo    | C     | 65    | + 34 s 502          |
| 4    | P      | 5  | Whelen Engineering Racing                | João Barbosa Christian Fittipaldi   | Cadillac DPi-V.R                | C     | 65    | + 40 s 007          |
| 4    | P      | 5  | Whelen Engineering Racing                | João Barbosa Christian Fittipaldi   | Cadillac 6,2 l V8 Atmo          | C     | 65    | + 40 s 007          |
| 5    | P      | 55 | Mazda Motorsports                        | Tristan Nunez Jonathan Bomarito     | Mazda RT24-P                    | C     | 65    | + 41 s 888          |
| 5    | P      | 55 | Mazda Motorsports                        | Tristan Nunez Jonathan Bomarito     | Mazda MZ-2.0T 2,0 l I4 Turbo    | C     | 65    | + 41 s 888          |
| 6    | P      | 85 | JDC Miller Motorsports                   | Mikhail Goikhberg Stephen Simpson   | Oreca 07                        | C     | 65    | + 1 min 07 s 765    |
| 6    | P      | 85 | JDC Miller Motorsports                   | Mikhail Goikhberg Stephen Simpson   | Gibson GK428 4,2 l V8 Atmo      | C     | 65    | + 1 min 07 s 765    |
| 7    | P      | 22 | Tequila Patrón ESM                       | Ed Brown Johannes van Overbeek      | Nissan Onroak DPi               | C     | 65    | + 1 min 19 s 995    |
| 7    | P      | 22 | Tequila Patrón ESM                       | Ed Brown Johannes van Overbeek      | Nissan VR38DETT 3,8 l V6 Turbo  | C     | 65    | + 1 min 19 s 995    |
| 8    | PC     | 38 | Performance Tech Motorsports             | James French Patricio O'Ward        | Oreca FLM09                     | C     | 64    | + 1 tour            |
| 8    | PC     | 38 | Performance Tech Motorsports             | James French Patricio O'Ward        | Chevrolet LS3 6,2 l V8 Atmo     | C     | 64    | + 1 tour            |
| 9    | PC     | 26 | BAR1 Motorsports                         | Tomy Drissi Bruno Junqueira         | Oreca FLM09                     | C     | 63    | + 2 tours           |
| 9    | PC     | 26 | BAR1 Motorsports                         | Tomy Drissi Bruno Junqueira         | Chevrolet LS3 6,2 l V8 Atmo     | C     | 63    | + 2 tours           |
| 10   | PC     | 20 | BAR1 Motorsports                         | Don Yount Ryan Lewis                | Oreca FLM09                     | C     | 62    | + 2 tours           |
| 10   | PC     | 20 | BAR1 Motorsports                         | Don Yount Ryan Lewis                | Chevrolet LS3 6,2 l V8 Atmo     | C     | 62    | + 2 tours           |
| 11   | GTD    | 93 | Michael Shank Racing avec Curb-Agajanian | Andy Lally Katherine Legge          | Acura NSX GT3                   | C     | 62    | + 2 tours           |
| 11   | GTD    | 93 | Michael Shank Racing avec Curb-Agajanian | Andy Lally Katherine Legge          | Acura 3,5 l V6 Turbo            | C     | 62    | + 2 tours           |
| 12   | GTD    | 63 | Scuderia Corsa                           | Christina Nielsen Alessandro Balzan | Ferrari 488 GT3                 | C     | 62    | + 2 tours           |
| 12   | GTD    | 63 | Scuderia Corsa                           | Christina Nielsen Alessandro Balzan | Ferrari F154CB 3,9 l V8 Turbo   | C     | 62    | + 2 tours           |
| 13   | GTD    | 48 | Paul Miller Racing                       | Bryan Sellers Madison Snow          | Lamborghini Huracán GT3         | C     | 62    | + 2 tours           |
| 13   | GTD    | 48 | Paul Miller Racing                       | Bryan Sellers Madison Snow          | Lamborghini 5,2 l V10 Atmo      | C     | 62    | + 2 tours           |
| 14   | GTD    | 96 | Turner Motorsport                        | Bret Curtis Jens Klingmann          | BMW M6 GT3                      | C     | 62    | + 2 tours           |
| 14   | GTD    | 96 | Turner Motorsport                        | Bret Curtis Jens Klingmann          | BMW P63 4,4 l V8 Turbo          | C     | 62    | + 2 tours           |
| 15   | GTD    | 86 | Michael Shank Racing avec Curb-Agajanian | Jeff Segal Oswaldo Negri Jr.        | Acura NSX GT3                   | C     | 62    | + 2 tours           |
| 15   | GTD    | 86 | Michael Shank Racing avec Curb-Agajanian | Jeff Segal Oswaldo Negri Jr.        | Acura 3,5 l V6 Turbo            | C     | 62    | + 2 tours           |
| 16   | GTD    | 14 | 3GT Racing                               | Scott Pruett Sage Karam             | Lexus RC F GT3                  | C     | 62    | + 2 tours           |
| 16   | GTD    | 14 | 3GT Racing                               | Scott Pruett Sage Karam             | Lexus 5,0 l V8 Atmo             | C     | 62    | + 2 tours           |
| 17   | GTD    | 15 | 3GT Racing                               | Robert Alon (en) Jack Hawksworth    | Lexus RC F GT3                  | C     | 62    | + 2 tours           |
| 17   | GTD    | 15 | 3GT Racing                               | Robert Alon (en) Jack Hawksworth    | Lexus 5,0 l V8 Atmo             | C     | 62    | + 2 tours           |
| 18   | GTD    | 54 | CORE Autosport                           | Jon Bennett (en) Colin Braun        | Porsche 911 GT3 R               | C     | 62    | + 2 tours           |
| 18   | GTD    | 54 | CORE Autosport                           | Jon Bennett (en) Colin Braun        | Porsche 4,0 L Flat-6 Atmo       | C     | 62    | + 2 tours           |
| 19   | GTD    | 73 | Park Place Motorsports                   | Patrick Lindsey Jörg Bergmeister    | Porsche 911 GT3 R               | C     | 62    | + 2 tours           |
| 19   | GTD    | 73 | Park Place Motorsports                   | Patrick Lindsey Jörg Bergmeister    | Porsche 4,0 L Flat-6 Atmo       | C     | 62    | + 2 tours           |
| 20   | GTD    | 28 | Alegra Motorsports                       | Daniel Morad Mathieu Jaminet        | Porsche 911 GT3 R               | C     | 62    | + 2 tours           |
| 20   | GTD    | 28 | Alegra Motorsports                       | Daniel Morad Mathieu Jaminet        | Porsche 4,0 L Flat-6 Atmo       | C     | 62    | + 2 tours           |
| 21   | GTD    | 16 | Change Racing                            | Jeroen Mul (de) Corey Lewis         | Lamborghini Huracán GT3         | C     | 61    | + 2 tours           |
| 21   | GTD    | 16 | Change Racing                            | Jeroen Mul (de) Corey Lewis         | Lamborghini 5,2 l V10 Atmo      | C     | 61    | + 2 tours           |
| 22   | GTD    | 50 | Riley Motorsports - WeatherTech Racing   | Cooper MacNeil Gunnar Jeannette     | Mercedes-AMG GT3                | C     | 60    | + 2 tours           |
| 22   | GTD    | 50 | Riley Motorsports - WeatherTech Racing   | Cooper MacNeil Gunnar Jeannette     | Mercedes-AMG M159 6,2 l V8 Atmo | C     | 60    | + 2 tours           |
| Abd. | P      | 2  | Tequila Patrón ESM                       | Scott Sharp Ryan Dalziel            | Nissan Onroak DPi               | C     | 56    |                     |
| Abd. | P      | 2  | Tequila Patrón ESM                       | Scott Sharp Ryan Dalziel            | Nissan VR38DETT 3,8 l V6 Turbo  | C     | 56    |                     |
| Abd. | GTD    | 57 | Stevenson Motorsports                    | Lawson Aschenbach Andrew Davis      | Audi R8 LMS                     | C     | 43    |                     |
| Abd. | GTD    | 57 | Stevenson Motorsports                    | Lawson Aschenbach Andrew Davis      | Audi 5,2 l V10 Atmo             | C     | 43    |                     |
| Abd. | P      | 90 | VisitFlorida Racing                      | Marc Goossens Renger van der Zandev | Riley Mk. 30                    | C     | 18    | Collision           |
| Abd. | P      | 90 | VisitFlorida Racing                      | Marc Goossens Renger van der Zandev | Gibson GK428 4,2 l V8 Atmo      | C     | 18    | Collision           |
| Abd. | GTD    | 33 | Riley Motorsports - Team AMG             | Ben Keating Jeroen Bleekemolen      | Mercedes-AMG GT3                | C     | 17    |                     |
| Abd. | GTD    | 33 | Riley Motorsports - Team AMG             | Ben Keating Jeroen Bleekemolen      | Mercedes-AMG M159 6,2 l V8 Atmo | C     | 17    |                     |
| Abd. | GTD    | 75 | SunEnergy1 Racing                        | Tristan Vautier Kenny Habul         | Mercedes-AMG GT3                | C     | 15    | Frein               |
| Abd. | GTD    | 75 | SunEnergy1 Racing                        | Tristan Vautier Kenny Habul         | Mercedes-AMG M159 6,2 l V8 Atmo | C     | 15    | Frein               |
| Abd. | P      | 52 | PR1/Mathiasen Motorsports                | Kenton Koch Ryan Lewis              | Ligier JS P217                  | C     | 1     |                     |
| Abd. | P      | 52 | PR1/Mathiasen Motorsports                | Kenton Koch Ryan Lewis              | Gibson GK428 4,2 l V8 Atmo      | C     | 1     |                     |

## Pole position et record du tour
- Pole position :
- Meilleur tour en course :

## À noter
- Longueur du circuit : 2,35 mi
- Distance parcourue par les vainqueurs : 152,75 mi